# Endothenia ethiopica
Endothenia ethiopica es una especie de polilla del género Endothenia, categorizada en la tribu Olethreutini, de la subfamilia Olethreutinae.

## Distribución
Se distribuye por Etiopía.

## Taxonomía
Fue descrita por Razowski & Trematerra en 2010 y publicada en (Endothenia), J. Entomol. Acarol. Res. (Ser. II) 42: 55.